# Rodrigo Jiménez de Rada
Rodrigo Jiménez de Rada, O. Cist. (nascido em Puente la Reina (Navarra), 1170 - falecido em Lyon, 10 de junho de 1247) foi um clérigo, político e historiador espanhol.

## Biografia
Nasceu no castelo da Rada, filho de uma castelhana, Eva de Finojosa, e de um navarro de ilustre linhagem, Jimeno Pérez de Rada, e teve pelo menos cinco irmãos. Provavelmente seu tio o levou à Corte de Sancho VI, o Sábio, onde conheceu Pedro de Artajona, que o treinou. Como era costume, foi completar os estudos em Bolonha. Aprendeu inúmeras línguas e estudou Filosofia, Teologia e Direito da Igreja. Após o doutorado, mudou-se para Paris, possivelmente por influência do bispo Pedro de Artajona, ampliando seus estudos em Teologia. Não se sabe ao certo onde foi ordenado diácono.
O rei Sancho confiou-lhe a negociação da paz com Alfonso VIII de Castela; em 1207 os quatro reis cristãos de Castela, Leão, Aragão e Navarra reuniram-se e mais tarde em Guadalajara, foi assinado um tratado de paz entre Castela e Navarra. Como resultado deste acontecimento ganhou a simpatia do monarca de Castela. O rei solicitou-lhe o Bispado de Osma e, mais tarde, no final de 1208, foi eleito para o Arcebispado de Toledo. Em 1208 patrocinou a primeira universidade espanhola em Palência, apoiado pelo bispo local.
Foi nomeado arcebispo de Toledo em 27 de fevereiro de 1209, pelo Papa Inocêncio III. Ele não foi consagrado até a primavera de 1210, provavelmente pelo próprio papa. A partir desse momento e pelos quase quarenta anos de seu governo, não parou de ampliar a cidade de Toledo, acrescentando inúmeras fazendas, territórios e outras sedes à Arquidiocese. Em 1209 iniciou a construção do palácio dos arcebispos em Alcalá de Henares. Em 10 de dezembro de 1210, Inocêncio III enviou uma bula a Jiménez de Rada e outros prelados da Espanha, instando-os a travar guerra contra os almóadas. No ano seguinte, o papa declarou a primazia da Igreja de Toledo em favor de Rodrigo.
Dom Jiménez de Rada viajou para Roma em busca de ajuda para a cruzada. Foram duas campanhas, uma na primavera e outra no verão, conduzidas pelo rei Alfonso VIII e seu filho Fernando, mas foram derrotados. O arcebispo continuou atrás do apoio do papa, e viajou pela Itália, França e Alemanha pregando a cruzada contra os almóadas. O Papa Inocêncio III exortou os bispos franceses a encorajar as cruzadas. Logo, Alfonso VIII, com Sancho VII de Navarra, Pedro II de Aragão e um exército de Afonso II de Portugal, para além das ordens militares de Santiago, Calatrava, Templários e Hospital, juntaram suas forças. O arcebispo participou de toda a campanha, encerrada na vitória decisiva na Batalha de Navas de Tolosa, a 16 de julho de 1212.
Em 1215, o Arcebispo participou do Quarto Concílio de Latrão, sob a presidência do Papa Inocêncio III. Neste, Rodrigo defendeu o primado da Igreja de Toledo contra os arcebispos Bracarense, Compostelano e Tarraconense e Narbonense. Em 1217, viajou novamente a Roma para tratar da questão do Primado. O Papa Honório III confirmou todas as doações para o Arcebispado de Toledo, que adquiriu em consequência de Las Navas de Tolosa, além de uma série de quintas e possessões em Alcaraz, e outras possessões.
Em 1224 colaborou com as expedições do rei Fernando III, o Santo. Dom Rodrigo promoveu uma nova cruzada contra os mouros em Valência. Em 1226, após a captura do Castelo de Capella, juntamente com Fernando III, lançou as fundações da catedral de Toledo. Além da catedral, D. Rodrigo empreendeu outros projetos arquitetônicos. Com a morte de Alonso IX de Leão, em 1230, o rei Fernando III incorporou Leão a Castela, na qual Dom Rodrigo mediou ativamente. Em 1231, o Papa Gregório IX escreveu um breve concedendo indulgências àqueles que, sob as ordens de Fernando III ou Rodrigo, travassem guerra contra os mouros. Em 1243 terminou sua obra mais conhecida, De rebus Hispaniae, uma crônica da história de Espanha encomendada pelo rei Fernando, que abrange desde a ocupação romana até à batalha de Las Navas de Tolosa.
Participou no Concílio Lugdunense em 1245. No ano seguinte, Fernando III nomeou-o chanceler maior de Leão e Castela. Durante os anos de 1237 e 1240 viajou para Portugal e Navarra. Gregório IX escreveu a D. Rodrigo a bula Lacrymabilem em 29 de abril de 1237, instando-a a repreender e controlar o rei Sancho II de Portugal e Fernando de Serpa, seu irmão. Esteve em disputas com o arcebispo de Tarragona, por isso foi excomungado pelo Concílio de Tarragona em 1240, mas Dom Rodrigo levantou a voz diante do Papa, que emitiu uma bula na qual desaprovava severamente as ações dos participantes deste Concílio. Ainda disputaram se Valência estava sob o poder de Toledo; após um tribunal e acordo, Valência passou a fazer parte do Arcebispado de Toledo.
O arcebispo foi protetor das Ordens de São Domingos e de São Francisco, mas especialmente dos Dominicanos, pois conheceu e tratou pessoalmente São Domingos em inúmeras ocasiões. Também tinha um bom relacionamento com as ordens militares; ainda criou uma Ordem dos Cavaleiros de Nossa Senhora do Rosário em Toledo, por volta do ano de 1221. Como grande político que foi, organizou o Conselho Real de Castela, com plena autoridade legal.
Enquanto estava em Lyon, em junho de 1247, em conferência com o Papa Inocêncio IV, foi informado de que o rei Fernando se preparava para sitiar Sevilha e, apesar da idade avançada, embarcou em um navio. Possivelmente, afogou-se no Ródano em 10 de junho de 1247. Apesar da reivindicação dos monges de Fitero, conforme seu testamento, seu corpo foi transferido para Santa María de Huerta.